# 茴茴蒜
茴茴蒜（学名：Ranunculus chinensis）为毛茛科毛茛属下的一个种。

## 扩展阅读
維基物種上的相關：茴茴蒜